# Gerhard (pivo)
Gerhard je značka piva vyráběného v letech 1990–1999 v pivovaru Brumov v Brumově. Prodávalo se zejména v Česku a na Slovensku.

## Druhy
Pivo Gerhard se vyrábělo v následujících variantách:
- Gerhard 8 % světlé
- Gerhard 10 % světlé
- Gerhard 10 % tmavé
- Gerhard 11 % polotmavý ležák
- Gerhard 11 % světlý ležák
- Gerhard 12 % světlý ležák
- Gerhard Desítka (světlé výčepní)
- Gerhard – Zámecký ležák (světlý ležák)
- Gerhard Sedmnáctka (světlý speciální ležák)